# Glasin
Glasin ist eine Gemeinde im Nordosten des Landkreises Nordwestmecklenburg in Mecklenburg-Vorpommern. Die Gemeinde wird vom Amt Neukloster-Warin mit Sitz in der Stadt Neukloster verwaltet.

## Geografie
Das Gemeindegebiet Glasins grenzt im Osten direkt an den Landkreis Rostock. Es liegt in einem Endmoränengebiet, das sich von der Ostseeküste bei Kühlungsborn bis in das Gebiet der oberen Warnow erstreckt. Innerhalb des Gemeindegebietes befindet sich der 104 m ü. NN liegende Fuchsberg. Die Gemeinde hat im Südosten einen Uferanteil am Groß Tessiner See. Glasin ist ca. 22 km von der Hansestadt Wismar entfernt.
Umgeben wird Glasin von den Nachbargemeinden Passee im Norden, Jürgenshagen im Osten, Bernitt im Südosten, Lübberstorf im Süden, Neukloster im Südwesten sowie Züsow im Nordwesten.
Im Züsower Forst haben einige Orchideenarten wie das Zweiblatt und die Grünliche Waldhyazinthe eine Heimat, im Tüzener Moor und im Großen Torfmoor findet man das Breitblättrige Knabenkraut.

## Gemeindegliederung
Die Gemeinde besteht aus den Ortsteilen:
- Babst (Eingemeindung am 1. Januar 2001)[2]
- Glasin
- Groß Tessin
- Perniek
- Pinnowhof
- Poischendorf
- Strameuß
- Warnkenhagen

## Geschichte
Glasin taucht erstmals 1248 in einer Urkunde auf, der heutige Ortsteil Babst 1267.

## Politik

### Gemeindevertretung und Bürgermeister
Der Gemeinderat besteht (inkl. Bürgermeisterin) aus 8 Mitgliedern. Die Wahl zum Gemeinderat am 26. Mai 2019 hatte folgende Ergebnisse:
| Partei/Bewerber                                    | Prozent | Sitze |
| -------------------------------------------------- | ------- | ----- |
| CDU                                                | 35,80   | 3     |
| Unabhängige Wählergemeinschaft der Gemeinde Glasin | 33,50   | 3     |
| Blühende Landschaft rundum Glasin                  | 16,64   | 1     |
| AfD                                                | 5,52    | 1     |

Bürgermeisterin der Gemeinde ist Ute Marx (CDU), sie wurde mit 52,02 % der Stimmen gewählt.

### Wappen
| Wappen von Glasin | Blasonierung: „In Rot eine aufrechte goldene Getreideähre mit acht schwarzen Grannen, überhöht von einer silbernen heraldischen Lilie.“ |
| Wappen von Glasin | Wappenbegründung: In dem Wappen wird mit der Ähre der traditionelle Haupterwerbszweig der Einwohner der Gemeinde, die Landwirtschaft, insbesondere der Getreideanbau, symbolisiert. Zudem sollen die Grannen von der Anzahl her die Ortsteile versinnbildlichen. Die dem Siegel des Klosterkonvents von Sonnenkamp entlehnte Lilie soll die Erinnerung an die Zugehörigkeit Glasins zum ehemaligen Kloster wachhalten. Das Wappen und die Flagge wurde von dem Schweriner Heraldiker Heinz Kippnick gestaltet. Es wurde zusammen mit der Flagge am 10. Juli 2002 durch das Ministerium des Innern genehmigt und unter der Nr. 265 der Wappenrolle des Landes Mecklenburg-Vorpommern registriert. |

### Flagge
Die Flagge ist quer zur Längsachse des Flaggentuchs von Rot, Gelb und Rot gestreift. Die roten Streifen nehmen je ein Viertel, der gelbe Streifen nimmt die Hälfte der Länge des Flaggentuchs ein. In der Mitte des gelben Streifens liegt das Gemeindewappen, das zwei Drittel der Höhe des Flaggentuchs einnimmt. Die Länge des Flaggentuchs verhält sich zur Höhe wie 5:3.

### Dienstsiegel
Das Dienstsiegel zeigt das Gemeindewappen mit der Umschrift „GEMEINDE GLASIN • LANDKREIS NORDWESTMECKLENBURG“.

## Wirtschaft und Infrastruktur
Glasin hat eine Kindertagesstätte, eine Gaststätte und die Freiwillige Feuerwehr.
Neben Landwirtschaftsbetrieben gibt es in Glasin einige Handwerksunternehmen. Zu ihnen gehört eine Stellmacherei, ein Hof, ein Trockenwerk und eine Tankstelle. Der Ortsteil Perniek liegt in einem Sandergebiet, hier wird seit Jahrzehnten Kies abgebaut (früher Neuper Beton, heute Heidelberger Baustoffwerke).

## Verkehrsanbindung
Durch das Gebiet der Gemeinde Glasin führt die Bundesautobahn 20 mit der Anschlussstelle Neukloster und der Tank- und Rastanlage Fuchsberg. Der nächste Bahnhof befindet sich im 16 km entfernten Neuburg.

## Sehenswürdigkeiten
Siehe: Liste der Baudenkmale in Glasin

## Vereine
Seit 2006 besteht der Sportverein SV Glasin 06, dessen 2 Herren-Fußballmannschaften in der Kreisliga bzw. in der Kreisklasse Schwerin-Nordwestmecklenburg aktiv sind.

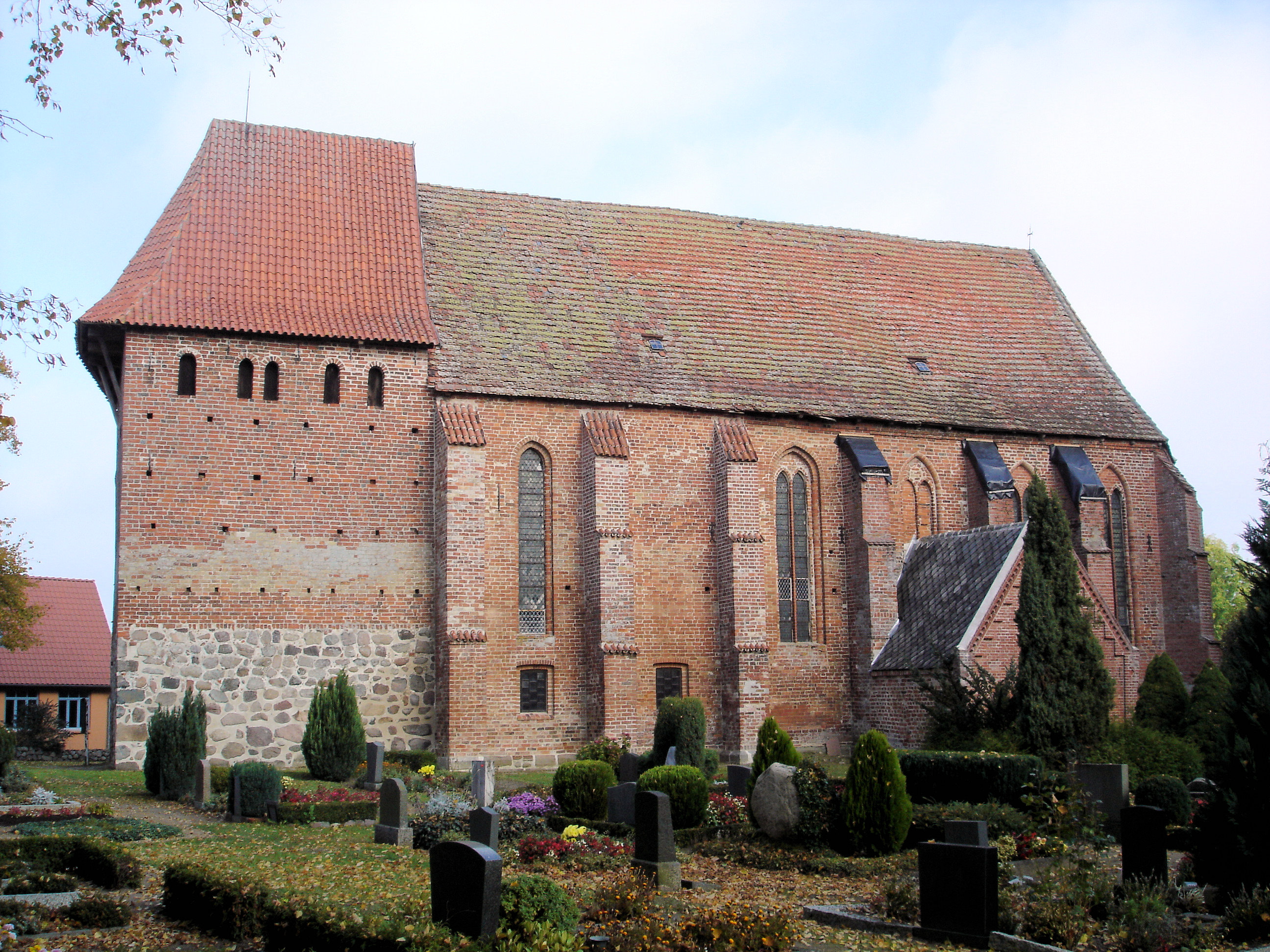
Dorfkirche im Ortsteil Groß Tessin

Seit 2003 gibt es den Förderverein zur Erhaltung der Dorfkirche in Groß Tessin, dessen Anliegen es ist die Kirche als Kultur- und Baudenkmal zu erhalten und als kulturelle Begegnungsstätte zu gestalten.